# José Elias Garcia
José Elias Garcia (n. 30 decembrie 1830, Almada — d. 21 iunie 1891, Lisabona) a fost un profesor la Școala Militară, ziarist, politician republican și colonel în trupele de geniu ale Armatei Portugheze.

## Biografie
Tatăl său era José Francisco Garcia, un revoluționar adept al sistemului constituțional care a fost persecutat de partidul absolutist. Din acest motiv, José Elias a simțit antipatie, de asemenea, față de Partidul Liberal. A studiat la Școala de Comerț și mai târziu la Școala Politehnică și la Școala Militară, specializându-se în inginerie militară. În cariera militară a ajuns la gradul de colonel pe 27 septembrie 1888.
A fondat în 1854 ziarul O Trabalho, prima publicație republicană din Portugalia. Aceasta a fost urmată în 1858 de Futuro, un ziar fondat și susținut de un grup din care făcea parte Garcia. În 1862 acest ziar a fuzionat cu Discussão și a fost creat astfel Política Liberal. Cu toate acestea, cariera sa jurnalistică a durat chiar mai mult. În 1865 a fost numit redactor-șef al Jornal de Lisboa, pe care l-a condus până la sfârșitul apariției sale. În 1873 a publicat primul număr al ziarului său, Democracia.
În 1868 a devenit membru al grupului republican din Pátio do Salema, care a pus bazele Partidului Reformist, germen al viitorului Partid Republican Portughez. La acea vreme, José Elias a fost invitat să facă parte din guvern de către episcopul António Alves Martins și de vicontele de Sá Bandeira, dar a respins ambele propuneri.
A fost ales deputat în Parlamentul Portugaliei în septembrie 1870 ca reprezentant al Partidului Reformist. A devenit consilier și în 1878 primar al Lisabonei. Mai târziu, în 1882, și după o campanie împotriva tratatului de la Loureço Marques, a fost ales din nou ca deputat al circumscripției electorală 95 din Lisabona pentru legislatura 1882-1884, fiind reales pentru legislaturile 1884-1887 și 1887-1889. În 1890 a fost ales deputat, reprezentant al Partidului Republican Portughez, un post pe care l-a deținut până la moartea sa în 1891.
De asemenea, el a fost director al Asociației Jurnaliștilor și Scriitorilor Portughezi.